# Cesar (fiume)
Il Cesar è un fiume della parte settentrionale della Colombia, parte del bacino del Magdalena; separa il massiccio della Sierra Nevada de Santa Marta dalla Sierra de Perijá, una parte della Cordigliera Orientale delle Ande.
Scorre da nord verso sud; nasce nel dipartimento di La Guajira, per poi passare nel Cesar, prima di gettarsi nel Magdalena; alcuni dei suoi tributari sono il Badillo, il Guatapurí, l'Ariguaní e il Villanueva. L'unica città importante lungo il suo corso è Valledupar.